# 士麥那 (印地安納州傑佛遜縣)
士麥那（英語：Smyrna）是位於美國印地安納州傑佛遜縣的一個非建制地區。該地的面積和人口皆未知。